# 夹鼻眼镜

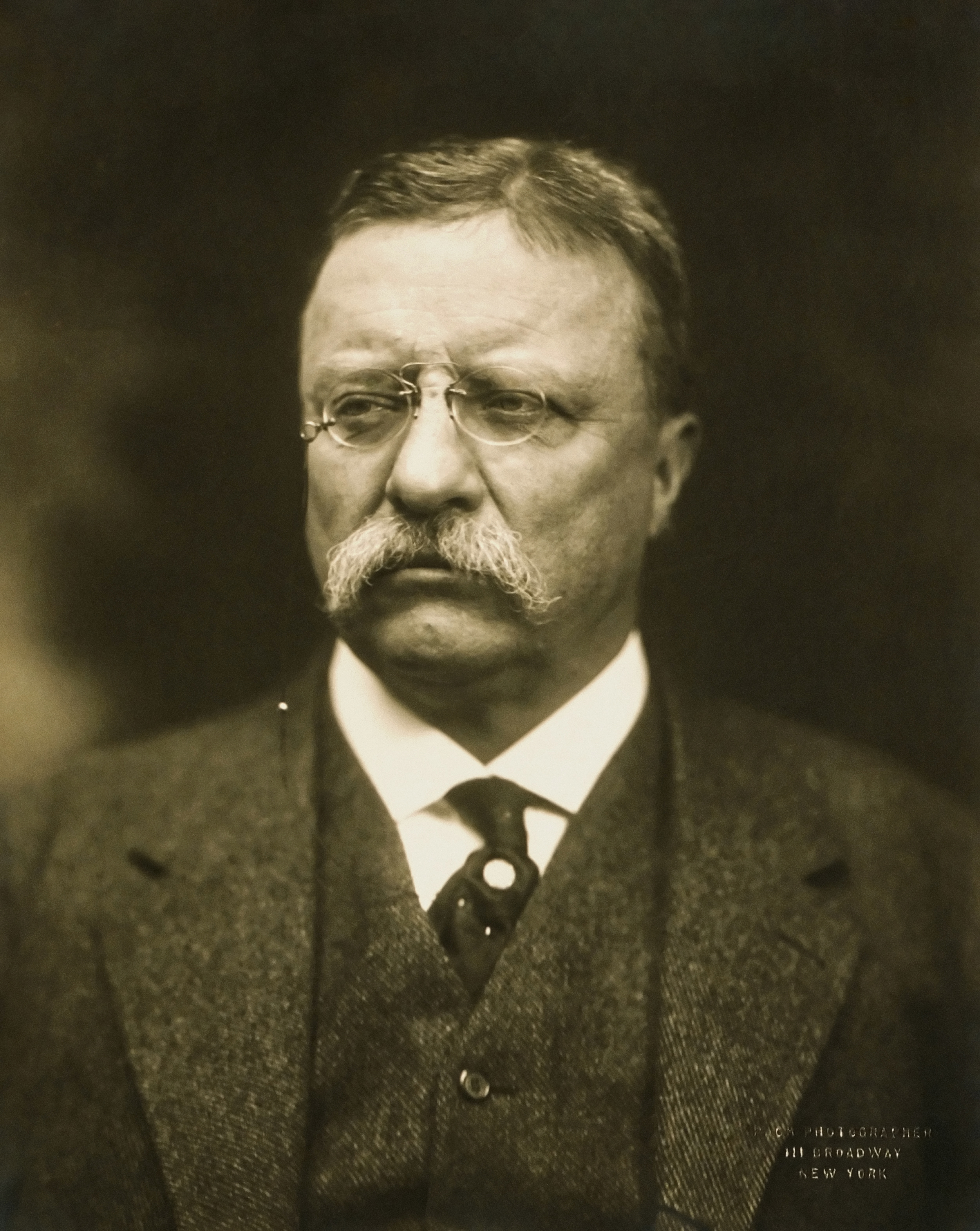
美国总统西奥多·罗斯福戴着一个C字桥接(C-bridge)式的夹鼻眼镜。

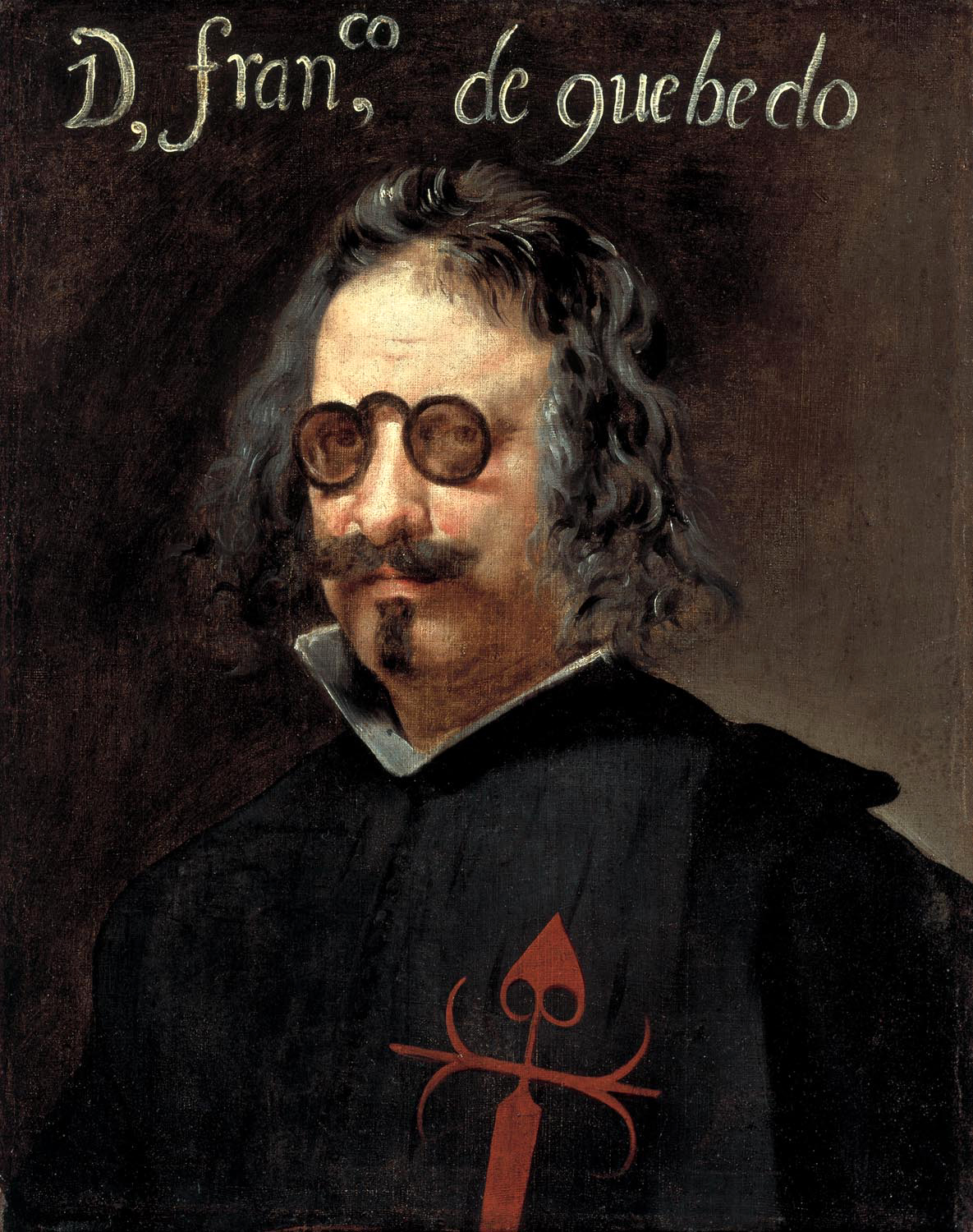
西班牙作家弗朗西斯科·德·戈维多(1580-1645)，显然戴了“夹鼻镜”。

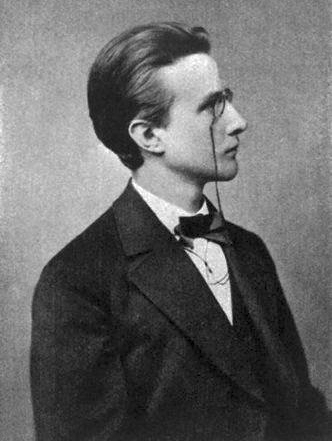
1878年学生时代的德国物理学家马克斯·普朗克。

夹鼻眼镜("Pince-nez",/ˈpænsneɪ/ or /ˈpɪnsneɪ/; 法語發音：[pɛ̃sˈne])是眼镜的一种类型，流行于19世纪。这种眼镜可以夹住鼻子以提供支撑，所以不需要耳架(earpieces)部分。其名称来源于法语的"pincer"，意为"夹住"，和"nez"，意为“鼻子”。 
虽然夹鼻眼镜在15-17世纪都有人使用，但靠近现代的一次流行热潮出现在1840年，并在1880年至1900年间达到潮流顶峰。